# 白嘴端凤头燕鸥

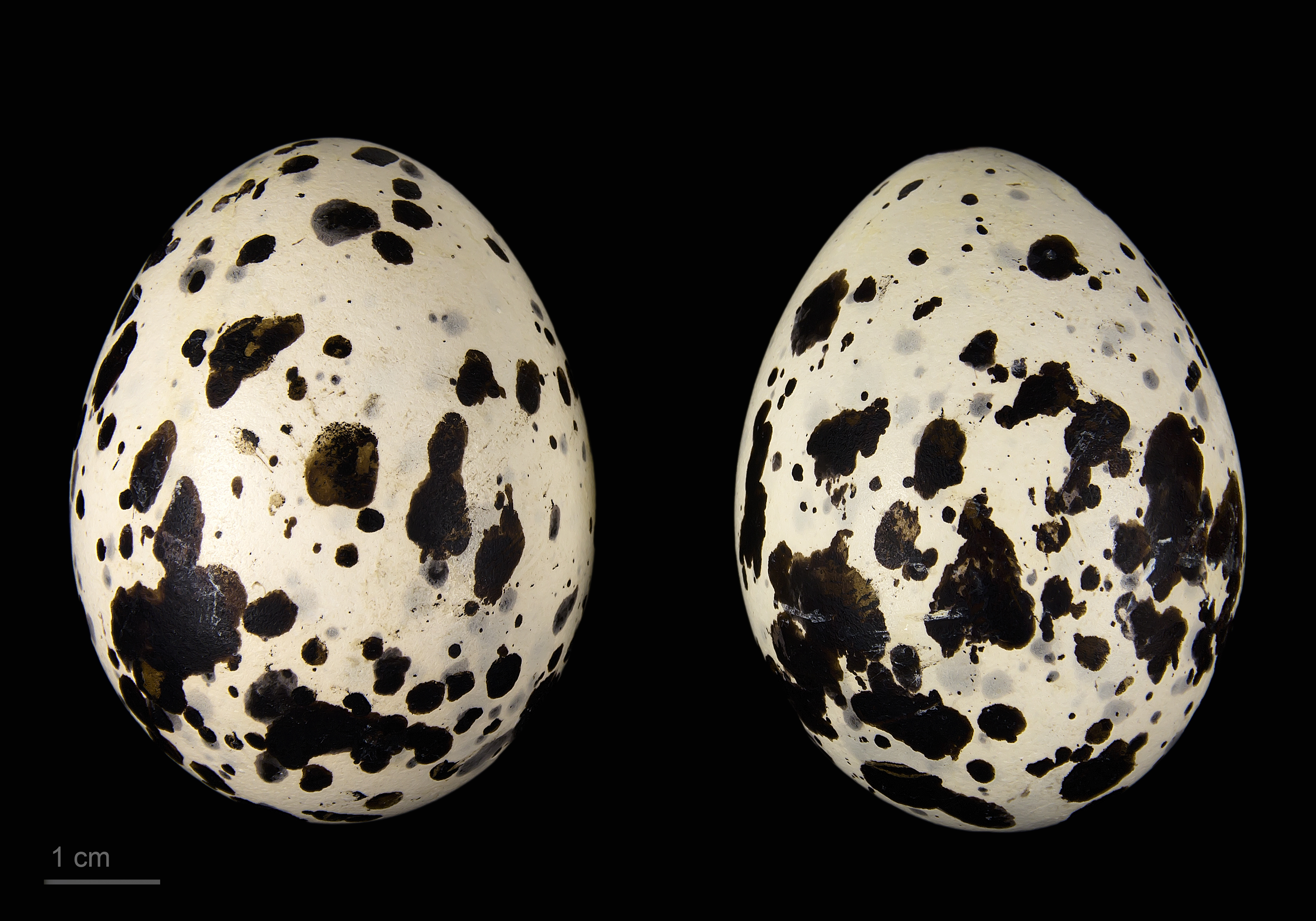
卵 Thalasseus sandvicensis

白嘴端凤头燕鸥（学名：Thalasseus sandvicensis）是鸥科凤头燕鸥属的一种鸟类，舊称白嘴端燕鸥。该种与小凤头燕鸥、中华凤头燕鸥、小白嘴端凤头燕鸥(T. acuflavidus)、丽色凤头燕鸥(T. elegans)近缘，并与小凤头燕鸥存在杂交现象。繁殖于古北界从欧洲到里海的范围，越冬于南非、印度和斯里兰卡。
目前被IUCN列爲無危物種。

## 特徵
白嘴端凤头燕鸥是一種中型燕鷗，身長37–43厘米（15–17英寸），翼展可達到85–97厘米（33–38英寸）；喙黑色，前端帶黃色；頭頂有黑色的羽毛。而身體大部分則是白色，腿为黑色。

## 扩展阅读
- 維基物種上的相關：白嘴端凤头燕鸥